# Rotbart-Sternkolibri
Der Rotbart-Sternkolibri (Microstilbon burmeisteri) oder Burmeisterkolibri ist ein Vogel aus der Familie der Kolibris (Trochilidae) und die einzige Art der somit monotypischen Gattung Microstilbon. Er kommt in den südamerikanischen Ländern Bolivien und Argentinien vor. Der Bestand wird von der IUCN als „nicht gefährdet“ (least concern) eingestuft.

## Merkmale

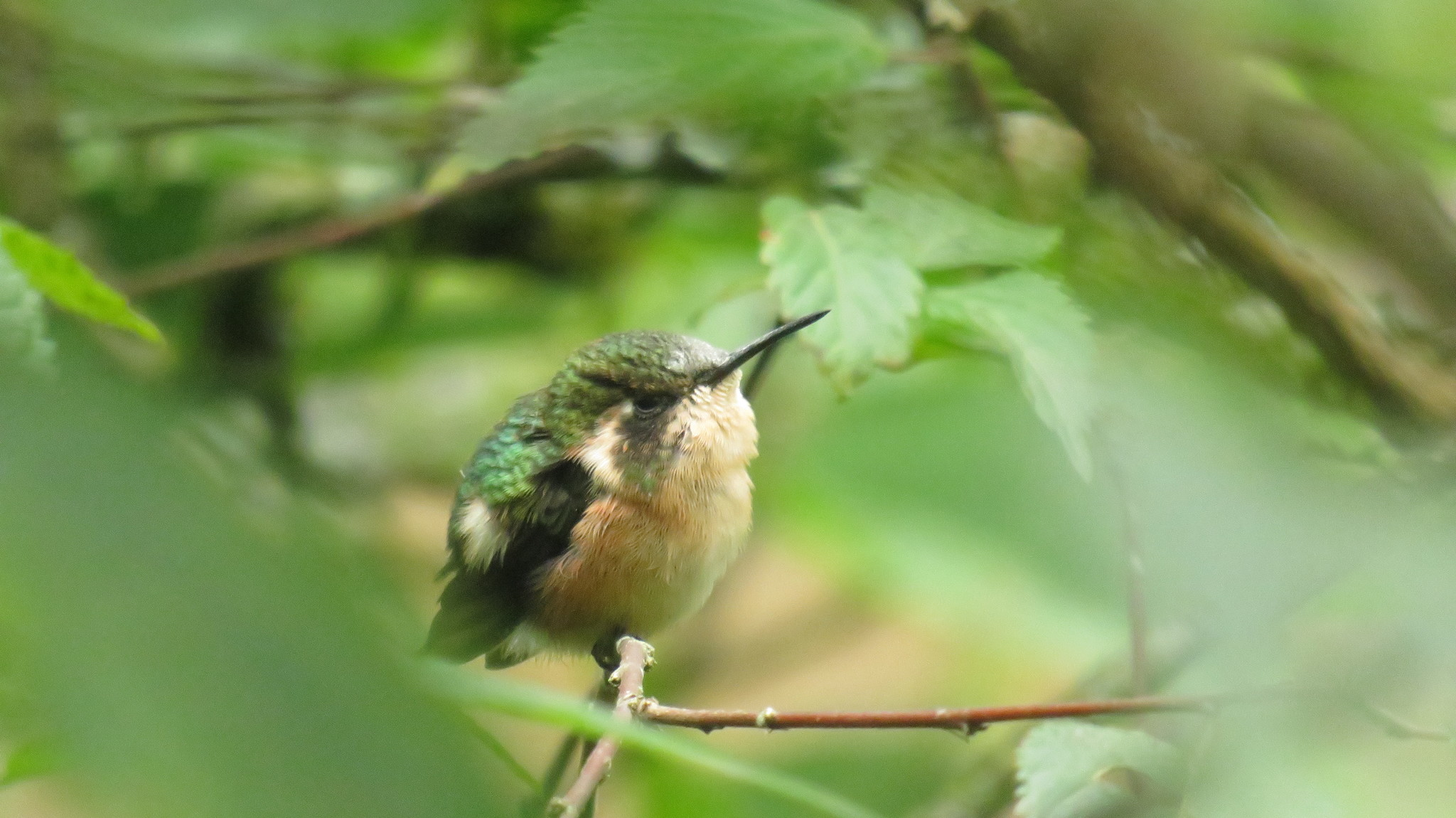
Rotbart-Sternkolibri, Weibchen

Zwei männliche Rotbart-Sternkolibris (Bild, das Burmeister an Sclater gesandt hatte)

Der Rotbart-Sternkolibri erreicht abhängig von der Schwanzlänge eine Körperlänge von etwa 7 bis 9 cm. Der leicht gebogene Schnabel macht dabei ca. 15 mm aus. Die Oberseite ist bei beiden Geschlechtern bronzegrün. Die rötlich-violette Färbung der Kehle des Männchens zieht sich bis über den Ohrbereich. Die Unterseite ist hellgrau mit bronzegrünen Seiten. Der Steiß ist zimtfarben. Der ca. 3 cm lange zweilappige Schwanz besteht jeweils aus zwei äußeren Steuerfedern. Im Schlichtkleid ist die Kehle des Männchens blass. Das Weibchen hat dunkle Wangen mit einem weißen Strich hinter den Augen. Die gelbbraune Unterseite weist an der Bürzelseite einen weißen Fleck auf. Der kurze zimtfarbene rechtwinklige Schwanz ist von einem dunklen dünnen Band durchzogen. Die zentralen Steuerfedern sind ebenfalls dunkel.
Jungvögel ähneln den ausgewachsenen, haben aber eine gestreifte Oberseite. Beim Männchen ist ca. ein Drittel der Schwanzfedern schwarz.

## Verbreitung und Lebensraum

Verbreitungsgebiet des Rotbart-Sternkolibris

Rotbart-Sternkolibris leben an Hängen und in Schluchten mit Gebüsch. Hier findet man sie im mit Schlingpflanzen überwachsenen Dickicht und dornigen Gestrüpp. Oft sitzen sie auf laubabwerfenden Bäumen in Höhen zwischen 1600 und 2600 Metern. Ihr Verbreitungsgebiet reicht von Tintin im Nationalpark Carrasco über das Departamento Cochabamba in Bolivien bis in die Provinz Catamarca in Argentinien.

## Verhalten
Über das Verhalten des Rotbart-Sternkolibris ist bisher nicht viel bekannt.

## Lautäußerungen
Der Ruf klingt wie ein leises Zhrzhrzhr bzw. Tthrrr.

## Etymologie und Forschungsgeschichte
Philip Lutley Sclater beschrieb den Rotbart-Sternkolibri zunächst unter dem Namen Chætocercus burmeisteri. Erst im Jahr 1913 schlug Walter Edmond Clyde Todd ihn der Gattung Microstilbon zu. Allerdings erkannte er zu diesem Zeitpunkt nicht, dass die Art bereits durch Sclater beschrieben war. So existiert auch das Synonym Microstilbon insperatus. Der Rotbart-Sternkolibri gilt als einzige Art seiner Gattung.
Der Begriff Microstilbon leitet sich aus den griechischen Wörtern  mikrós für „klein“ und στίλβω stílbō für „funkeln, glitzern“ ab.
Das Artepitheton wurde zu Ehren von Hermann Burmeister (1807–1892) vergeben. Dieser hatte Sclater ein Wasserfarbbild des Typusexemplars aus dem Museo Argentino de Ciencias Naturales Bernardino Rivadavia zugesandt. Nachdem Sclater bei Osbert Salvin und Graf Hans von Berlepsch Rat eingeholt hatte, kam er zu dem Schluss, dass es sich hierbei um eine neue Art handelt.